# Minua denticulata
Minua denticulata is een hooiwagen uit de familie Minuidae.